# 卞東琳
卞 東琳（ピョン・ドンニム、朝鮮語: 변동림、1916年2月29日 - 2004年2月29日）は、大韓民国の随筆家、美術評論家、西洋画家。
本貫は草溪卞氏。李箱の妻であった。

## 生涯
京城府生まれ。李箱と結婚するも李箱の突然死により4ヶ月で結婚生活が終了し、1944年、金煥基と再婚した。梨花女子専門学校英文学科を中退して渡仏し、ソルボンヌ大学とエコール・デュ・ルーヴルで美術と美術評論について修学した。主にパリを素材に、金 郷岸（キム・ヒャンアン、김향안/金鄕岸）というペンネームで、随筆家として活動し、
1964年には画壇に登壇した。老衰によりアメリカ合衆国ニューヨーク州ニューヨークの自宅で88歳で死去した。